# المقنع في فقه الإمام أحمد بن حنبل (كتاب)
المقنع في فقه الإمام أحمد بن حنبل ويسمى اختصارًا المقنع كتاب فقهي ألفه الحافظ ابن قدامة (541 هـ - 620 هـ)، وهو كتاب على مذهب الإمام أحمد بن حنبل، اعتمد المؤلف في تأليف كتابه على التوسط في بسط الأقوال والأدلة بين الطول والقصر ليسهل حفظه وفهمه.
قال الحافظ ابن قدامة في مقدمة كتابه المقنع:
| المقنع في فقه الإمام أحمد بن حنبل (كتاب) | فهذا كتاب في الفقه على مذهب الإِمام أبي عبد الله أحمد بن محمد بن حنبل الشَّيباني رضي الله عنه، اجتهدت في جمعه وترتيبه، وإِيجازه وتقريبه، وسطاً بين القصير والطويل، وجامعاً لأكثر الأحكام عريَّةً عن الدليل والتعليل، ليكثر علمه، ويَقِلَّ حجمه، ويَسْهُلَ حفظه وفهمه، ويكون (مقنعاً) لحافظيه، نافعاً للناظر فيه، والله سبحانه المسؤول أن يبلّغنا أمَلنا، ويُصلح قولنا وعَملنا، ويجعل سعينا مُقَرِّباً إِليه، ونافعاً برحمته لديه. | المقنع في فقه الإمام أحمد بن حنبل (كتاب) |

## تحقيق الكتاب
- حققه الأستاذان محمود الأرناؤوط وياسين محمود الخطيب ونشرته مكتبة السوادي في جدة وطبعته الأولى عام 1421هـ / 2000م .[2][3]
- حققه الدكتور عبد الله أحمد فؤاد كامل ، عام 1443هـ / 2022م، ونشرته دار ركائز بالكويت، وقد قوبلت هذه الطبعة على تسع نسخ خطية مميزة، منها نسخة مقروءة على الإمام الحجاوي، وغالبها لم يعتمد في أية نشرة سابقة للكتاب، ويتقدم الكتاب دراسة جادة حول نُسخ الكتاب، مع التنبيه على ما نُصَّ أنه بخط المصنف مما حصل فيه إشكال قديم في النُّسخ، مع الضبط بالشكل الكامل لجميع الكتاب.[4]

قال الإمام علاء الدين المرداوي (ت: 885هـ): 
" من أعظم الكتب نفعا وأكثرها جمعا وأوضحها إشارة وأسلسها عبارة وأوسطها حجما وأغزرها علما وأحسنها تفصيلا وتفريعا وأجمعها تقسيما وتنويعا وأكملها ترتيبا وألطفها تبويبا، قد حوى غالب أمهات مسائل المذهب، فمن حصلها فقد ظفر بالكنز والمطلب ". (مقدمة كتاب الإنصاف في معرفة الراجح من الخلاف).

## شروح الكتاب
- المبدع شرح المقنع: تأليف ابن مفلح.[6]
- زاد المستقنع في اختصار المقنع: تأليف شرف الدين الحجاوي.
- الروض المربع بشرح زاد المستقنع: تأليف أبو السعادات البهوتي، وهذا الكتاب هو شرح لزاد المستقنع الذي هو مختصر لكتاب المقنع.
- زوائد الكافي والمحرر على المقنع: تأليف عبد الرحمن بن عبيدان الحنبلي.
- الشرح الكبير على المقنع: تأليف عبد الرحمن بن قدامة المقدسي.
- الممتع في شرح المقنع: تأليف زين الدين بن المنجا.
- المنظومة الدالية في نظم المقنع: تأليف شمس الدين أبو عبد الله محمد بن عبد القوي بن بدران المقدسي المرداوي.
- المطلع على أبواب المقنع: تأليف محمد بن أبي الفتح البعلي.
- كفاية المستقنع لأدلة المقنع: تأليف أبي المحاسن يوسف بن محمد المقدسي.
- التنقيح المشبع في تحرير أحكام المقنع: تأليف علاء الدين المرداوي.
- تصحيح الخلاف المطلق في المقنع: تأليف عبد الرحمن بن محمد العليمي.
- التوضيح في الجمع بين المقنع والتنقيح: تأليف شهاب الدين أحمد بن أحمد العلوي الشويكي المقدسي.
- الشرح الممتع على زاد المستقنع: تأليف الشيخ محمد بن صالح العثيمين، وزاد المستقنع هو مختصر للمقنع.